# Woodstock (Virginie)
Pour les articles homonymes, voir Woodstock.
La ville américaine de Woodstock est le siège du comté de Shenandoah, dans l’État de Virginie. Lors du recensement de 2010, sa population s’élevait à 5 097 habitants.
La localité est le point de départ et d'arrivée de l'Old Dominion 100 Mile Endurance Run, un ultra-trail de 100 milles disputé annuellement depuis 1979.

## Source
- (en) Cet article est partiellement ou en totalité issu de l’article de Wikipédia en anglais intitulé « Woodstock, Virginia » (voir la liste des auteurs).